# NGC 3426
NGC 3426 (другие обозначения — UGC 5975, MCG 3-28-20, ZWG 95.46, ARAK 262, PGC 32577) — галактика в созвездии Лев.
Этот объект входит в число перечисленных в оригинальной редакции «Нового общего каталога».
В галактике был обнаружен кандидат в сверхновые.